# Gnathonemus longibarbis
Gnathonemus longibarbis är en fiskart som först beskrevs av Hilgendorf, 1888.  Gnathonemus longibarbis ingår i släktet Gnathonemus och familjen Mormyridae. IUCN kategoriserar arten globalt som livskraftig. Inga underarter finns listade i Catalogue of Life.